# 福乐智慧

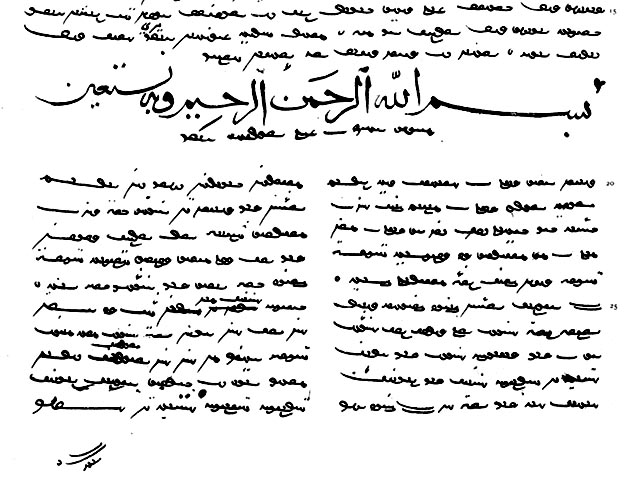
拉德洛夫1890出版的维也纳抄本复印件第十页，回鹘文

《福乐智慧》（维吾尔文：قۇتادغۇ بىلىك，拉丁维文：‎），11世纪维吾尔诗人玉素甫·哈斯·哈吉甫所撰长诗，长达13000余行，用阿鲁孜诗律，以玛斯纳维体写成。主要人物有国王“日出”、大臣“月圆”、月圆之子“贤明”、大臣族人、修道士“觉醒”。作者通过叙事诗塑造了自己心目中的理想国，劝诫贵族阶级勿横征暴敛、贪得无厌。《福乐智慧》流传至今的有三个抄本。一为维也纳本，於 1439 年在赫拉特城用回鹘文抄成，现存维也纳国立图书馆；一为开罗本，用阿拉伯字母抄成，书中提到了1293至1341年间的马穆鲁克苏丹，现存开罗“凯迪温”图书馆；一为纳曼干本，或称费尔干纳本，比较完整，约抄写於13或14世纪，现存苏联乌兹别克共和国科学院东方学研究所。土耳其1947年出版了罗马字转写本，是较为完整的版本。